# Drosophila bakoue
Drosophila bakoue este o specie de muște din genul Drosophila, familia Drosophilidae, descrisă de Tascas și Lachaise în anul 1974. Conform Catalogue of Life specia Drosophila bakoue nu are subspecii cunoscute.